# فورد تاروس (نسل سوم)
فورد تاروس (نسل سوم) (Ford Taurus (third generation)) خودرویی است که در سال‌های ۱۹۹۶ تا ۱۹۹۹در شیکاگو تولید شده‌است.
این خودرو در کلاس خودرو سایز متوسط قرار گرفته و طراحی آن خودروهای موتور جلو-محور جلو بوده است. سیستم جعبه‌دندهٔ آن ۴ دنده به صورت خودکار است.